# اصلان کاراتسف
اصلان کاراتسف (روسی: Аслан Казбекович Карацев؛ IPA: [ɐˈslan kɐˈratsɨf] ()؛ زادهٔ ۴ سپتامبر ۱۹۹۳) تنیس‌باز اهل روسیه است.
وی در مسابقات کشوری و بین‌المللی در مجموع برندهٔ ۱ مدال طلا، ۲ مدال نقره، ۱ مدال برنز شده‌است.